# Провакуоли
Провакуоли — одномембранные органеллы, образуемые ЭПР, ассоциированным с аппаратом Гольджи.

## Образование
Эндоплазматический ретикулуум образует провакуоли, которые объединяются в молодые вакуоли. Провакуоли образуют анастомозирующую сеть канальцев, которые затем оборачиваются вокруг частей цитоплазмы. Впоследствии канальцы сливаются, захватывая закрытую цитоплазму в двойной мембране. В этот момент различные гидролазы, вероятно, высвобождаются из пространства между двумя вакуолярными мембранами. Это приводит к аутофагии закрытой цитоплазмы, и внутренняя мембрана провакуоли полностью деградирует. Провакуоль, которую в зрелых клетках называют фагофор, может избирательно воздействовать на белковые агрегаты, а также на специфические органеллы, такие как пероксисомы, митохондрии и хлоропласты. В этих случаях процессы селективной аутофагии известны соответственно как пероксофагия, митофагия и хлорофагия. В конце концов, вновь образованные вакуоли сливаются, образуя более крупные вакуоли. Зрелые вакуоли продолжают собирать провакуоли, происходящие из ЭПР, в течение всей жизни клетки.

## Открытие
Провакуоли открыл в 1949 году бельгийский биолог Кристиан де Дюв вместе с лизосомами; при рассмотрении он увидел пузырьки, сливающиеся друг с другом, а затем с первичными лизосомами.